# Ester Merino i Tarafa
Ester Merino i Tarafa (Mataró, 1968), fou alcaldessa d'Argentona des del 2006 fins al 2007.
És diplomada en treball social. Resideix a Argentona des dels 8 anys. Militant d'ERC des del 1990, va ser cofundadora del grup electoral L'Entesa el 1998. No va ser escollida regidora fins a les eleccions del 2003, i l'alcalde Antoni Soy li confià la regidoria d'Educació.
L'1 de desembre de 2006, en renunciar Antoni Soy a l'alcaldia i a l'acta com a regidor per a ser secretari d'Indústria a la Generalitat, Merino ocupà el càrrec per votació del Ple. Així esdevenia la primera dona a accedir a l'alcaldia d'Argentona. Als comicis de 2007 es presentà de cap de llista i alcaldable per l'Entesa, va obtenir una representació de tres regidors però no va entrar al govern municipal; va ser, doncs, cap de l'oposició.
Des del 2011 és directora i gerenta de l'Institut d'Acció Cultural de Mataró (IMAC).